# فاضمة عبي
فاضمة عبي (توفيت 2 أكتوبر 2020) هي طبيبةٌ وأستاذة جراحة مغربية. تُعتبر أول امرأة في المغرب تدخل مجال الجراحة والذي كان يهيمن عليه الرجال تقليديًا.

## سيرتها
فاضمة في الأصل من قريةٍ صغيرة في خنيفرة وسط المغرب. عاشت في ميدلت لفترة قبل أن تنتقل إلى مكناس لمُتابعة تعليمها الابتدائي في مدرسة لالة أمينة.

## حياتها المهنية
انتقلت فاضمة إلى فرنسا لإكمال دراستها العليا بعد فترة وجيزة من إكمال تعليمها العالي في المغرب. في يوليو 1981، حصلت على دبلوم في التشريح العام والتوالد من جامعة مونبلييه. كما حصلت على دبلوم وتخصص في مجال الجراحة العامة.
في عام 1982، حققت إنجازًا نادرًا عندما أصبحت أول جرَّاحة في المغرب وكرَّمها الملك الحسن الثاني في حدث احتفالي لإنجازها الكبير. كما أنهت أول جراحة قلب مفتوح لها بِنجاح في نفس العام بعد أن أصبحت جرَّاحةً محترفة. في يونيو 1989، حصلت على شهادة الدراسات في الموجات فوق الصوتية من جامعة باريس. بدأت مسيرتها التدريسية أُستاذة جامعية في كلية الطب والصيدلة بالرباط عام 1992.
بدأت أيضًا في إلقاء مُحاضراتٍ في العديد من الجامعات والمُؤتمرات الصحفية حول العالم بما في ذلك جمعية جراحة المناظير في الشرق الأوسط في عام 2019. عملتْ بصفةٍ خاصة رئيسةً لجمعية جراحة المناظير في منطقة البحر الأبيض المتوسط والشرق الأوسط في عام 2019. في عام 2018، شغلت أيضًا منصب رئيس المؤتمر المغاربي الثاني والعشرين للجمعية المغربية للجراحة.
اشتهرت أيضًا بتمكين وتدريب الشباب وخاصة النساء في المغرب ليُصبِحن جرَّاحين ماهِرين في المستقبل.

## وفاتها
صَارعت فاضمة مرض السرطان لعدة سنوات خلال حياتها. وتُوفيت بسبب مُضاعفات كوفيد-19 في 2 أكتوبر 2020.